# (4968) Suzamur
(4968) Suzamur (1986 PQ) – planetoida z pasa głównego asteroid okrążająca Słońce w ciągu 4,01 lat w średniej odległości 2,52 j.a. Odkryta 1 sierpnia 1986 roku.